# 带有人性面孔的社会主义
带有人性面孔的社会主义，又译具有人道面貌的社会主义，是一句政治口号，用于概括由亚历山大·杜布切克（1968年－1969年任捷克斯洛伐克共产党第一书记）及其支持者提出，并于1968年4月被捷克斯洛伐克共产党主席团采纳的政治纲领。最早提出该口号的是捷克斯洛伐克哲学家拉多万·里希塔。“带有人性面孔的社会主义”纲领被认为将开启基于捷克斯洛伐克的民主传统的，温和的民主化和政治自由化的，建立一个重视民主的发达社会主义社会的进程，同时使捷克斯洛伐克共产党继续掌握实权。“带有人性面孔的社会主义”纲领开启了“布拉格之春”。